# Little Sunset
Little Sunset è un film muto del 1915 diretto da Hobart Bosworth.
Il film è basato su un racconto del 1912 di Charles Emmett van Loan, allora il principale scrittore di narrativa di baseball in America. È una delle primissime pellicole sul baseball. Gli "Apaches" presenti nel film erano in realtà i giocatori della squadra dei Vernon Tigers, all'epoca tra i migliori giocatori di baseball professionisti della California nella Pacific Coast League.
Il film è in assoluto anche il primo lungometraggio nella storia del cinema ad incentrarsi sulle vicende di un bambino. I bambini sono una presenza familiare sin dalle origini del cinema in numerosissimi cortometraggi, qui Gordon Griffith - a 8 anni con già una notevole esperienza nel mondo del cinema - diviene il primo attore bambino protagonista di un lungometraggio. Dopo di lui, la stessa opportunità sarà offerta negli anni dieci solo a Marie Osborne, Zoe Rae e Tibor Lubinszky, per diventare poi pratica comune a partire dagli anni venti, soprattutto in seguito all'enorme successo de Il monello (1921) con Charlie Chaplin e Jackie Coogan.

## Trama
Dopo la morte della madre, "Little Sunset" (Gordon Griffith) diventa la mascotte della squadra di baseball degli Apaches, e "Gus, the Terrible Swede" (Hobart Bosworth) si affeziona molto al bambino. Quando Little Sunset si ammala, Gus cade in uno stato di depressione, e dopo essere stato rimproverato dall'allenatore per aver fatto una cattiva giocata in una partita importante, usa l'incidente come scusa per lasciare la squadra. Questo, tuttavia, lascia Little Sunset ancor più disilluso e arrabbiato. Gus torna a guidare gli Apaches alla vittoria nel campionato, riconquistando così la fede e l'amicizia di Little Sunset.

## Produzione
Il film fu prodotto dalla Eiko Film Company, Hobart Bosworth Productions, e Oliver Morosco Photoplay Company.

## Distribuzione
Distribuito dalla Paramount Pictures, il film uscì nelle sale cinematografiche USA il 6 maggio 1915.